# Vriesea schwackeana
Vriesea schwackeana är en gräsväxtart som beskrevs av Carl Christian Mez. Vriesea schwackeana ingår i släktet Vriesea och familjen Bromeliaceae. Inga underarter finns listade i Catalogue of Life.

## Bildgalleri

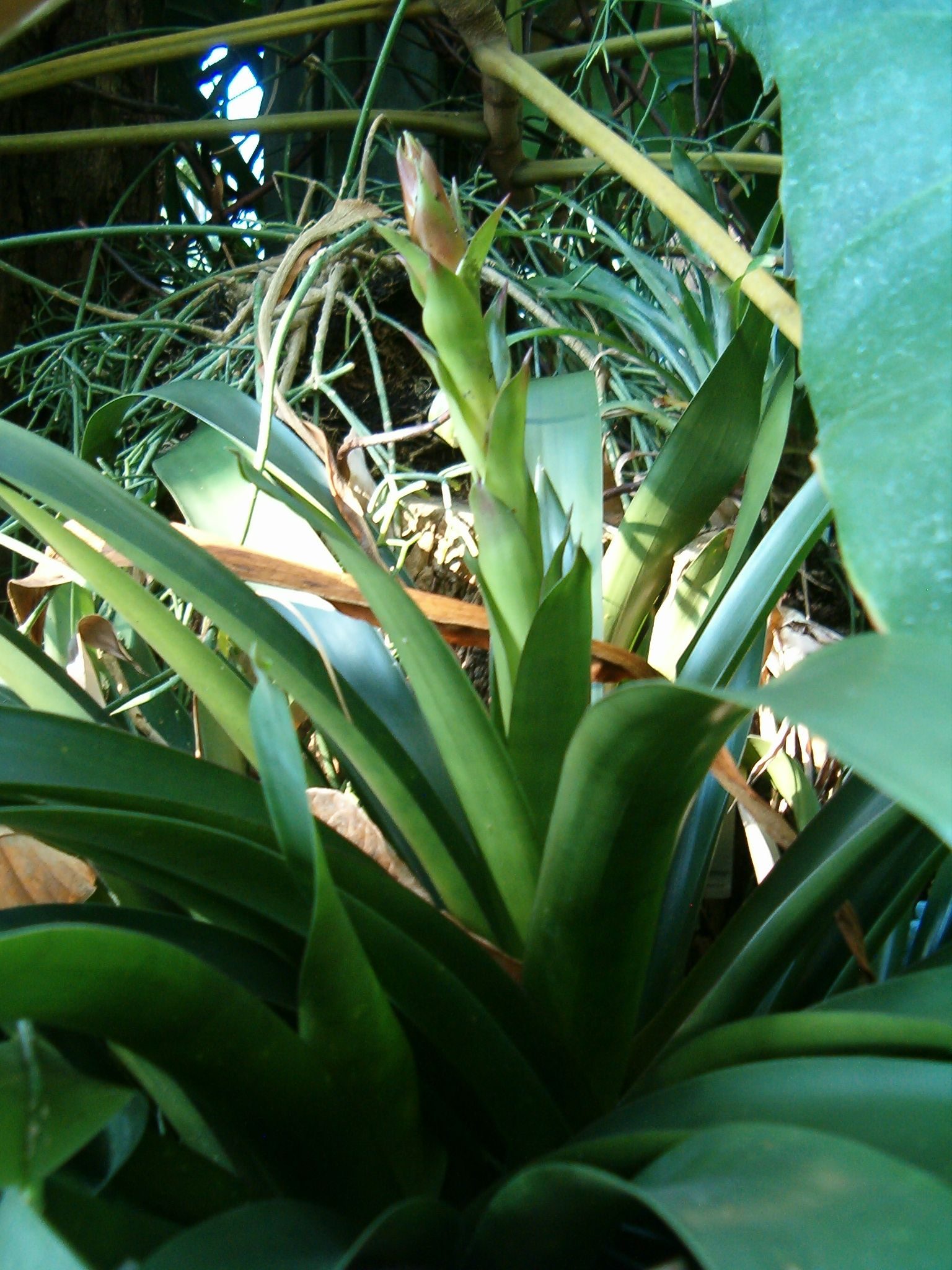